# Delafloxacina
La delafloxacina è un principio attivo appartenente alla classe degli antibiotici fluorochinolonici, indicato nel trattamento di alcune infezioni batteriche della cute e dei tessuti molli, prodotto e commercializzato negli Stati Uniti dalla Melinta Therapeutics.
La delafloxacina ha dimostrato attività in vitro e in vivo contro batteri Gram positivi e Gram negativi, incluso Staphylococcus aureus meticillino resistente (MRSA) e ceppi già resistenti ad altri FQ.
Il farmaco è disponibile in formulazione endovenosa e in compresse per uso orale.

## Caratteristiche
L'emivita del farmaco, alle dosi normalmente utilizzate, è di circa 8 ore.  L'escrezione avviene per il 65% con le urine, in gran parte nella forma attiva, e per il 28% con le feci.  L'eliminazione è ridotta nelle persone con grave insufficienza renale.
La delafloxacina esercita un'attività antibatterica maggiore (espressa come MIC inferiore) di altri chinolonici sui batteri Gram-positivi come lo Staphylococcus aureus resistente alla meticillina (MRSA). A differenza della maggior parte dei chinolonici, che hanno una struttura zwitterionica, la delafloxacina è un anione: ciò comporta un aumento di 10 volte della concentrazione del principio attivo a pH acido sia nei batteri che nelle cellule umane. Si ritiene che questa caratteristica conferisca alla delafloxacina un vantaggio nella possibilità di eradicare lo Staphylococcus aureus in ambienti acidi, come quelli tipici delle infezioni intracellulari.

## Indicazioni
La delafloxacina è utilizzata nel trattamento di infezioni batteriche acute della cute e dei tessuti molli provocate da batteri sensibili al farmaco.
Fra questi vi sono:
- Batteri Gram-positivi: Staphylococcus aureus (compresi i ceppi meticillino-resistenti [MRSA] and meticillino-sensibili [MSSA]), Staphylococcus haemolyticus, Staphylococcus lugdunensis, Streptococcus agalactiae, Streptococcus anginosus, Streptococcus pyogenes ed Enterococcus faecalis
- Batteri Gram-negativi: Escherichia coli, Enterobacter cloacae, Klebsiella pneumoniae e Pseudomonas aeruginosa.

Il farmaco non è stato studiato per l'uso nelle donne in gravidanza.

## Effetti avversi
Come per altri antibiotici fluorochinolonici, l'uso della delafloxacina è stato associato ad aumentato rischio di tendiniti e lesioni dei tendini, neuropatia periferica, effetti sul sistema nervoso centrale e riacutizzazioni di miastenia gravis.
Tra gli altri possibili effetti avversi segnalati vi sono reazioni allergiche e diarrea associata ad infezione da C. difficile.
Gli effetti avversi più comuni, riscontrati in oltre il 2% dei soggetti trattati durante gli studi clinici, sono nausea, vomito, diarrea, mal di testa e aumento delle transaminasi.

## Interazioni
Come gli altri antibiotici della stessa classe, la delafloxacina chela i metalli come alluminio, magnesio, ferro, zinco, i cationi bivalenti e trivalenti come la didanosina e molecole come il sucralfato. Per questo motivo gli antiacidi, alcuni integratori alimentari e alcuni farmaci in formulazioni che comprendono le sostanze sopra citate possono influenzare la biodisponibilità della delafloxacina.